# Jimmy „Baby Face“ Lewis
Jimmy „Baby Face“ Lewis (* 1932 oder 1933) ist ein ehemaliger US-amerikanischer Rhythm-&-Blues-Sänger und Gitarrist.

## Leben und Wirken
Jimmy „Baby Face“ Lewis nahm unter eigenem Namen mehrere Titel wie „Josephine“, „Last Night (I Was In Heaven)“, „Let's Get Together and Make Some Love“ und „Mailman Blues“ für Aladdin und Savoy (1947), Manor (1949), Atlantic (1949–51), RCA Victor (1952) und Cat (1954) auf, begleitet von Jazz- und R&B-Musikern wie Floyd Campbell, Jimmy Lewis, Joe Morris, Taft Jordan, Tab Smith, Hal Singer, Buddy Tate, Budd Johnson, Eddie Barefield, Ernie Freeman, Rene Hall. Außerdem war er Mitglied der Ray Charles Singers. Anfang der 1960er-Jahre entstanden letzte Aufnahmen für sein eigenes Label Ment Records, an denen Jimmy Lewis, Howard McGee und Bobby Jaspar mitwirkten. 1963 wurde er wegen eines Drogendeliktes verhaftet. Er ist der Vater des Musikers James Mingo Lewis (in den 70ern Perkussionist bei Santana) und Großvater des Perkussionisten Mingo Lewis Jr.

## Diskographische Hinweise
- The Complete Recordings 1947–1955 (Fresh Sound Records)